# Petrus Johannes Blok
Petrus Johannes Blok (Den Helder, 10 januari 1855 – Leiden, 24 oktober 1929) was een Nederlands historicus.
Hij doorliep de Latijnse school te Alkmaar en ging klassieke letteren studeren in Leiden. Van 1879 tot 1884 was Blok leraar aan het Stedelijk Gymnasium Leiden. In 1884 werd hij hoogleraar in de algemene en vaderlandse geschiedenis te Groningen waar hij de stoot gaf tot de uitgave van het Oorkondenboek van Groningen en Drenthe (1895-1899, 2 delen). Van 1886 tot 1887 was Blok bibliothecaris van de Universiteitsbibliotheek Groningen. In 1894 werd hij de opvolger van Robert Fruin op de prestigieuze Leidse leerstoel vaderlandse geschiedenis. Blok zag het hier als zijn plicht het nationale verleden te laten spreken tot versterking van het volksbewustzijn.
Met Jacob Overvoorde richtte hij in 1902 de Vereeniging "Oud Leiden" op, thans geheten Historische vereniging Oud Leiden (HVOL). In 1904 stichtte Blok het Koninklijk Nederlands Instituut Rome, om de studie van stukken uit de Vaticaanse archieven te vereenvoudigen. Het instituut heeft inmiddels vooral kunsthistorische doelstellingen. Hij was, samen met Philipp Christiaan Molhuysen, sinds 1911 redacteur van het Nieuw Nederlandsch Biografisch Woordenboek, een in tien delen verschenen encyclopedie van belangrijke Nederlanders uit het verleden.
Samen met dr. A.A. Beekman startte hij in 1909 de Geschiedkundige atlas van Nederland, die in de periode tot 1939 in delen is verschenen. 
Tot zijn studenten behoorden Pieter Jelles Troelstra, Izaak Gosses en prinses Wilhelmina.

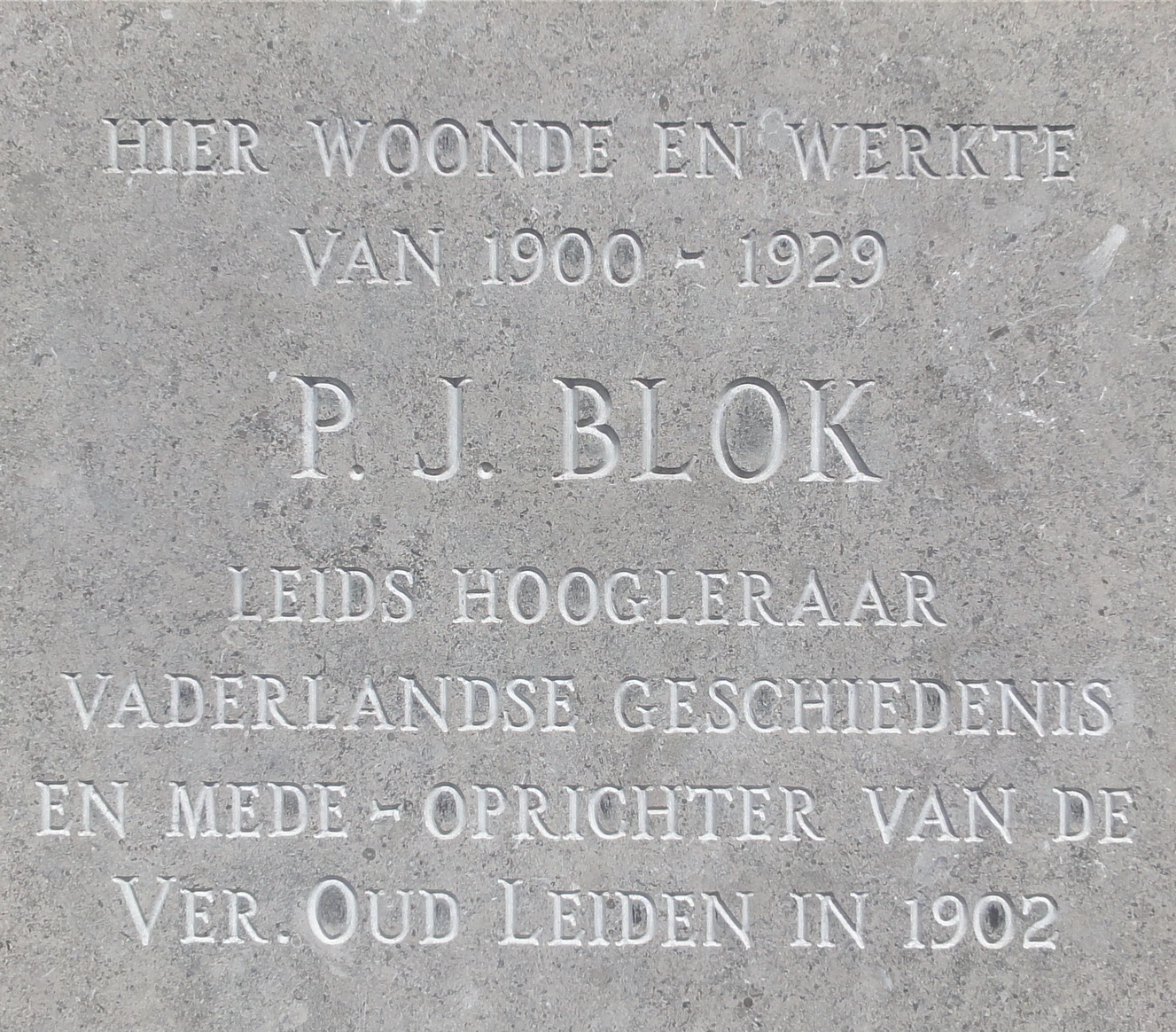
Gevelsteen voor Blok (Oude Singel, Leiden)
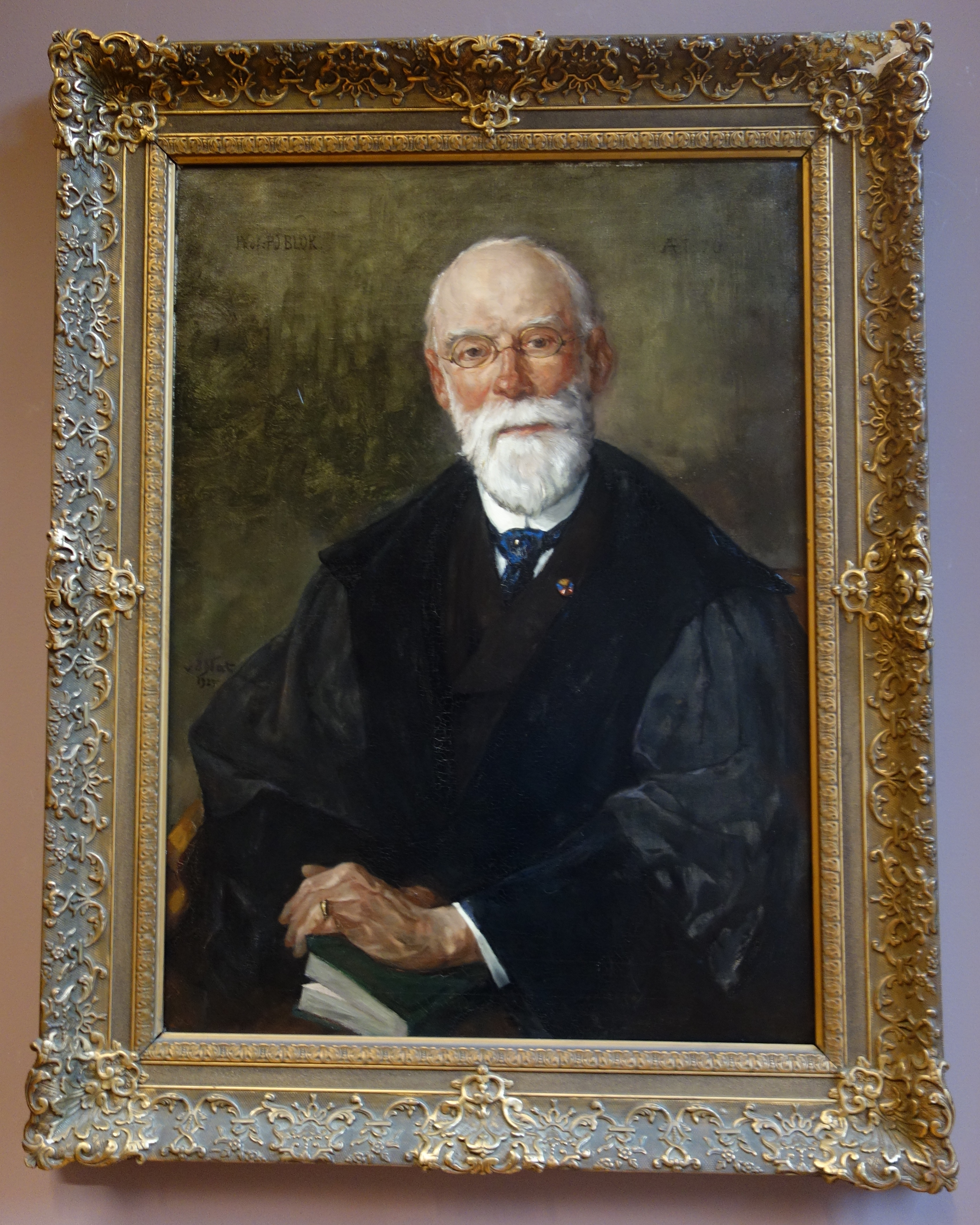
P.J. Blok door Willem van der Nat
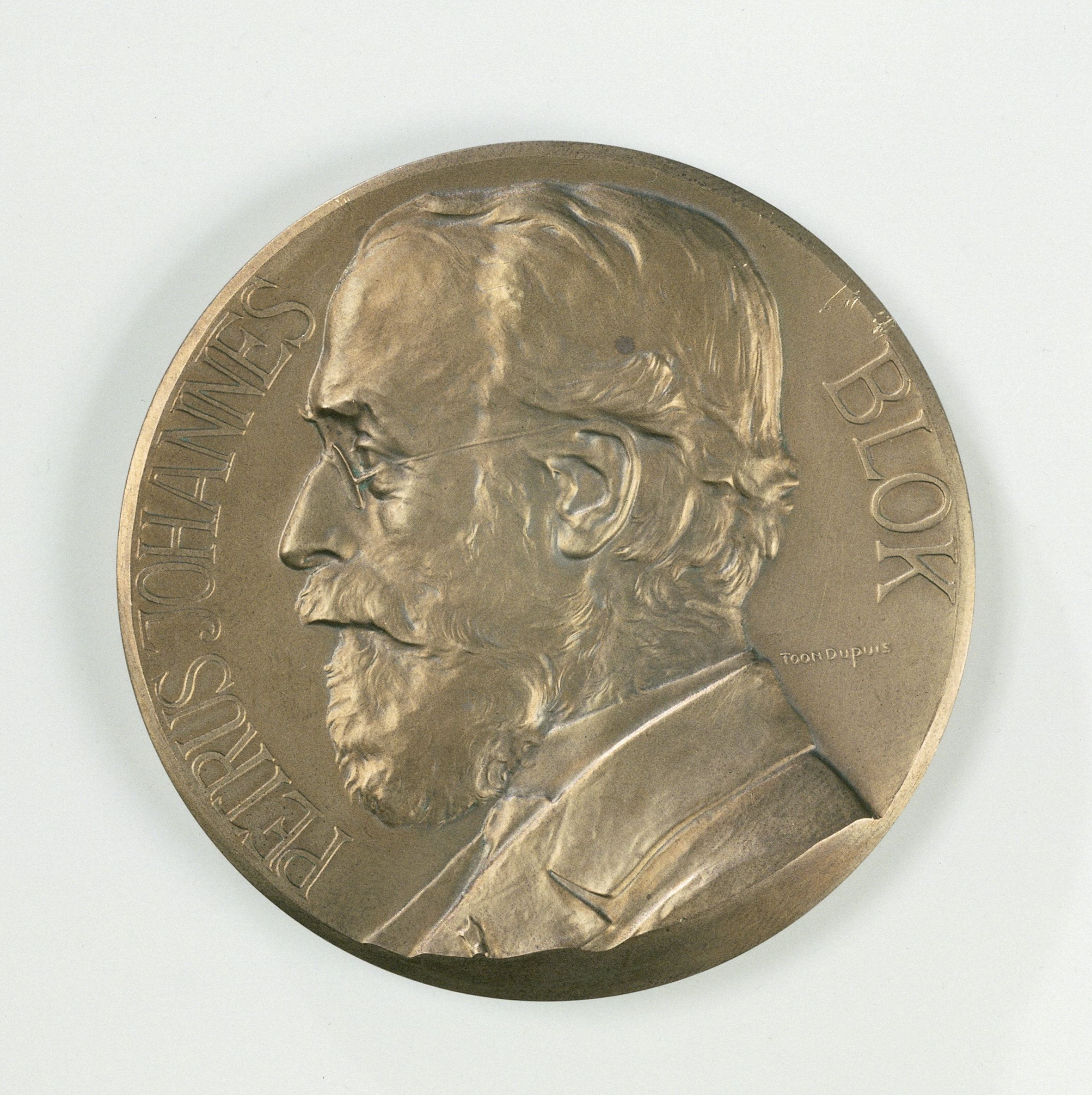
Penning voor Blok Ontwerp Toon Dupuis, uitvoering Carel Begeer
- Handschrift van Blok (1913)